# Platythomisus jucundus
Platythomisus jucundus là một loài nhện trong họ Thomisidae.
Loài này thuộc chi Platythomisus. Platythomisus jucundus được Tord Tamerlan Teodor Thorell miêu tả năm 1894.